# Kent Monkman
Kent Monkman est un artiste canadien né en 1965 à St. Marys en Ontario.

## Biographie
D'ascendance crie et irlandaise, et membre de la bande Fisher River Band dans le nord du Manitoba, Kent Monkman explore les représentations des Amérindiens dans l'art, à travers ses peintures, ses installations, ses films et ses performances qu'il exécute sous les traits de Miss Chief Eagle Testickle. Souvent avec humour et en s'inspirant des peintres paysagistes comme Albert Bierstadt, il traite de la relation de pouvoir entre les communautés blanche et autochtone à travers les thèmes de la conquête, de la xénophobie et de l'homophobie. Il propose également une réflexion sur le désir, l'identité et la liberté.
Monkman puise son inspiration dans les histoires décrites dans l'art du XIXe siècle, notamment les débuts de la photographie et de la peinture romantique, créant au moyen d’images de nouvelles histoires qui remettent les récits disparus des peuples autochtones dans ces contextes. Ses œuvres explorent aussi les stéréotypes de la masculinité et de la culture allosexuelle en créant des situations perçantes et amusantes qui utilisent la sexualité comme outil pour contester l'autorité de ces constructions. Dans ses peintures, ses  films et vidéos, ses performances et installations, Monkman explore les thèmes de la colonisation, de la sexualité, de la perte et de la résilience - la complexité de l'expérience autochtone historique et contemporaine. Son alter ego, Miss Chief, apparaît dans ses œuvres comme un agent provocateur et filou qui bouleverse les idées reçues de l'histoire et des peuples autochtones. Dans la performance la plus récente de Monkman, Casualties of Modernity au Denver Art Museum en 2013, il a utilisé toutes les stratégies mentionnées ci-dessus avec un accent sur l'histoire de l’art occidentale moderne.
Il réside à Toronto.

### Victimes de la modernité
L'installation est une adaptation remarquable de la performance à laquelle plusieurs éléments ont été ajoutés. La vidéo qui joue sur l’écran suspendu narre le texte la performance dans cette présentation statique, mais très chargée. L'installation est une chambre d'hôpital convaincante avec tous les éléments : lit, matériel médical, fleurs et cartes de rétablissement et le patient, dans ce cas, une figure féminine dans le style du cubisme qui rappelle les personnages du tableau Les Demoiselles d’Avignon 1907 de Picasso. Miss Chief est là aussi sous la forme d’un mannequin vêtu de sa menue tenue d’infirmière résistante aux tâches. Elle a l'air triste. La respiration sifflante du cubisme peut être entendue, sa poitrine se soulevant et s’abaissant lentement à chaque respiration laborieuse. C’est une scène sombre jusqu'à ce que la vidéo commence à jouer.
En commençant par les effets vidéo quétaines des productions télévisées de petit budget de la fin des années 1970, comme Dallas (1978-1991), et de la présentation exagérée des personnages vedettes, le spectateur saisit rapidement qu’il s’agit d’un regard satirique sur l'art du point de vue de Miss Chief. Son charme suscite instantanément l’allure du « médecin des beaux-arts » traitant, et elle se promène dans l'aile de l'hôpital avec un air de supériorité sexualisée au grand dam de « l’infirmière » d’apparence ordinaire. Non seulement Monkman manie l'art moderne à sa guise, mais Miss Chief manie aussi les rôles sexuels. Sa présence et son audace bousculent la dynamique traditionnelle du sexe, offrant un complot supplémentaire au récit d'art moderne qui commence (et qui se termine) avec le romantisme, passant au cubisme - affligé d’une « très grave infection de primitivisme » - grâce à la mort de la Peinture et des scènes avec la Performance et l'Art conceptuel. La vidéo alimente la conception de l'arrière-plan et du caractère qui forgent l'installation. La disposition et l'ambiance de la pièce sont sombres et dignes, mais le mannequin brillant et paré de bijoux crée aussi une atmosphère kitsch et ironique qui sied à la vidéo et au personnage peint étendu occupant le lit d'hôpital.

### Hanky Panky
Sa toile intitulée Hanky Panky, dévoilée le 16 mai 2020 par l'artiste lui-même sur les réseaux sociaux, a notamment suscité une polémique,.
Il est nommé à l’Ordre du Canada au mois de juin 2023, avec le rang d'officier.

## Œuvres
- A Nation Is Coming (1996), Musée des beaux-arts du Canada[6].
- Portrait de l'artiste en chasseur (2002), Musée des beaux-arts du Canada[7].
- Ce n'est pas la fin du chemin. De la « Trilogie de saint Thomas » (2004), Musée des beaux-arts de Montréal[8].
- Le quatre de mars. De la « Trilogie de saint Thomas » (2004), Musée des beaux-arts de Montréal[9].
- L'émergence d'une légende (2006), Musée des beaux-arts du Canada[10].
- Trappeurs d'hommes (2006), acrylique sur toile, encadrement de bois, 262 × 415 × 9 cm, Musée des beaux-arts de Montréal[11].
- Triumph of Miss Chief (2007), Musée des beaux-arts du Canada, Ottawa.
- Boudoir de Berdashe (2007), Musée des beaux-arts du Canada[12].
- Danse au berdache (2008), Musée des beaux-arts de Montréal[13].
- Les castors du roi (2011), Musée des beaux-arts de Montréal[14].
- The Night of September 12, 1759 (2011), Musée d'art contemporain de Montréal.
- Victimes de la modernité (2015), Musée des beaux-arts du Canada[15].
- Cash for Souls.
- Hungry Souls.
- The screem (2017), Denver Art Museum